# Алізо
Алізо (фр. Aliso корс. Alisu) — річка Корсики (Франція). Довжина 20,6 км, витік знаходиться на висоті 1 190 метрів над рівнем моря в 200 метрах на північ від піку гори Бокка ді Тенда (Bocca di Tenda) (1219 м). Впадає в Середземне море, а саме в його частину — Лігурійське море
Протікає через комуни: Соріо, Сан-Гавіно-ді-Тенда, П'єве, Рапале, Санто-П'єтро-ді-Тенда, Олетта, Сент-Флоран і тече територією департаменту Верхня Корсика та кантонами: Аут-Неббйо (Haut-Nebbio), Конка-д'Оро (Конца-Орно)